# Lonette McKee
Lonette McKee (Detroit, 22 luglio 1954) è un'attrice, regista, sceneggiatrice, nonché produttrice cinematografica e cantante statunitense.

## Biografia
Lonette McKee iniziò all'età di sette anni una carriera di cantante. A quattordici anni registrò il suo primo album. Complessivamente ne ha pubblicati tre.
La sua carriera cinematografica iniziò nel 1976, quando interpretò un ruolo in Sparkle, diretto da Sam O'Steen. Il suo primo ruolo importante lo ottenne nel 1984, interpretando The Cotton Club, di Francis Ford Coppola. Nel 1986 partecipò a Round Midnight - A mezzanotte circa, di Bertrand Tavernier.
Nel 1991 interpretò il ruolo della moglie di Wesley Snipes in Jungle Fever, diretto da Spike Lee, con il quale iniziò una duratura collaborazione. Negli anni successivi infatti la McKee interpretò altri tre film del regista afroamericano.
Nel 2005 debuttò nella regia, dirigendo il dramma Dream Street, interpretato da Ruby Dee e prodotto da Spike Lee.

## Filmografia

### Attrice
- Sparkle, regia di Sam O'Steen (1976)
- Which Way Is Up?, regia di Michael Schultz (1977)
- Cuba, regia di Richard Lester (1979)
- Illusions, regia di Julie Dash (cortometraggio) (1982)
- Cotton Club (The Cotton Club), regia di Francis Ford Coppola (1985)
- Chi più spende... più guadagna (Brewster's Millions), regia di Walter Hill (1985)
- Un giustiziere a New York (The Equalizer) - serie TV (1985)
- Round Midnight - A mezzanotte circa (Autour de Minuit), regia di Bertrand Tavernier (1986)
- Miami Vice - serie TV, episodio 3x02 (1986)
- I giardini di pietra (Gardens of Stone), regia di Francis Ford Coppola (1987)
- Amen - serie TV (1989)
- The Women of Brewster Place, regia di Donna Deitch (1989) - film TV
- Dangerous Passion, regia di Michael Miller (1990) - film TV
- L.A. Law - serie TV (1991)
- Jungle Fever, regia di Spike Lee (1991)
- Malcolm X, regia di Spike Lee (1992)
- Queen - serie TV (1993)
- To Dance with Olivia (1987) - film TV
- Blind Faith, regia di Ernest Dickerson (1998)
- He Got Game, regia di Spike Lee (1998)
- A Day in Black and White, regia di Desmond Hall (1999)
- Having Our Say: The Delany Sisters' First 100 Years, regia di Lynne Littman (1999) - film TV
- Fast Food Fast Women, regia di Amos Kollek (2000)
- Men of Honor - L'onore degli uomini (Men of Honor), regia di George Tillman Jr (2000)
- Lift, regia di DeMane Davis e Khari Streeter (2001)
- For Love of Olivia, regia di Douglas Barr (2001) - film TV
- Law & Order - Unità vittime speciali (Law & Order: Special Victims Unit) - serie TV (2002)
- The Paper Mache Chase di David Jordan (cortometraggio) (2003)
- Squadra emergenza (Third Watch) - serie TV, 10 episodi (1999-2003)
- Honey, regia di Bille Woodruff (2003)
- Lei mi odia (She Hate Me), regia di Spike Lee (2004)
- Half & Half - serie TV (2004)
- Dream Street, regia di Lonette McKee (2005)
- ATL, regia di Chris Robinson (2006)
- The Game - serie TV (2007)
- Honey 2 - Lotta ad ogni passo (Honey 2), regia di Bille Woodruff (2011)

### Regista
- Dream Street (anche sceneggiatrice, produttrice e compositrice) (2005)